# San José del Guaviare
San José del Guaviare er en by og kommune i Colombia, hovedstaden i departementet Guaviare ved Guaviare-floden. Det er hjemsted for nogle af de deisolerede Nunak-folk.